# 芒特弗農 (愛荷華州)
芒特弗農是一個位於美國愛荷華州林縣的城市。

## 地理
芒特弗農的座標為41°55′27″N 91°25′11″W / 41.92417°N 91.41972°W，而該地的平均海拔高度為268米（即879英尺）。

## 人口
根據2010年美國人口普查的數據，芒特弗農的面積為9.06平方千米，當中陸地面積為9.04平方千米，而水域面積為0.02平方千米。當地共有人口4506人，而人口密度為每平方千米497人。